# Larus smithsonianus
La gaviota argéntea americana (Larus smithsonianus o Larus argentatus smithsonianus) es una gaviota de gran tamaño que habita en América del Norte, considerada una subespecie de L. argentatus por American Ornithologists' Union.
Los adultos son blancos, con espalda y alas de color gris, puntas de alas negras con lunares blancos y patas rosadas. Los pichones son de color marrón grisáceo, de un tono más oscuro y uniforme que el de las gaviotas argénteas europeas, con una cola más oscura.
Anida en una gran variedad de hábitats, incluyendo costas, lagos, ríos e incluso vertederos de basura. Su amplia dieta incluye invertebrados, peces y muchos otros elementos. Por lo general, anida cerca del agua y deposita tres huevos en un hueco a nivel del suelo.

## Taxonomía
En 1862 Elliott Coues la describió como una especie nueva, por primera vez, basándose en una serie de especímenes del Instituto Smithsoniano. Más tarde fue reclasificada como una subespecie de la gaviota argéntea (Larus argentatus). La taxonomía del grupo de gaviotas argénteas es muy complicada y gran parte del campo de estudio sigue siendo controvertida e incierta. En un estudio de 2002, se sugirió que la gaviota argéntea americana no está relacionada de forma estrecha con las gaviotas argénteas europeas, si no que en realidad pertenecen a clado distinto de gaviotas. Numerosas autoridades, como el Comité de la Asociación de Rarezas Europeas y British Ornithologists' Union las reconocen, en la actualidad, como especies separadas. BOU también incluye a la gaviota del este de Siberia (Larus vegae) y a las especies del noreste de Asia dentro del rango de la gaviota argéntea americana. American Ornithologists' Union no ha adoptado la separación y continúa considerando esta gaviota como una subespecie de Larus argentatus.

## Descripción

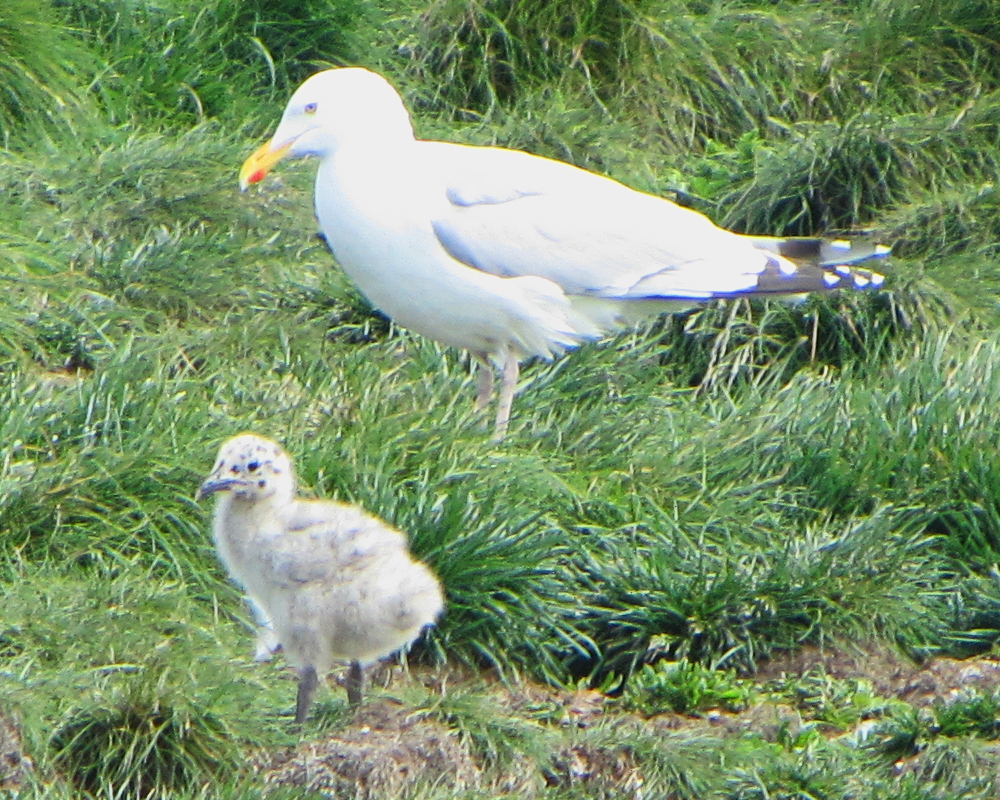
Adulto con polluelo, Elliston, Isla de Terranova.

La gaviota argéntea americana es una gaviota de gran tamaño con un pico muy largo y filoso, pecho inflado y frente inclinada. Los machos miden entre 60 y 66 cm de largo y pesan entre un kilo y un kilo y medio. Las hembras, por su parte, miden entre 53 y 62 cm de largo y pesan entre 600 y 900 g. Su envergadura mide entre 120 y 155 cm.
Los adultos en edad reproductiva tienen cabeza, ancas, cola y partes bajas de color blanco y una espalda y parte superior de las alas de un tono gris claro. Los extremos de las alas son negros con lunares blancos y se conocen como "espejos", mientras que el borde posterior del ala es blanco. La parte inferior del ala es gris con puntos oscuros en las plumas primarias de vuelo. Las patas son normalmente rosas, pero ocasionalmente pueden verse azuladas e incluso amarillentas. El pico es amarillo, con un punto rojo en la mandíbula inferior. El ojo es brillante, de un tono amarillo claro o medio, con un anillo del mismo tono o anaranjado que lo rodea. En el invierno, la cabeza y el cuello adquieren un tono amarronado. 

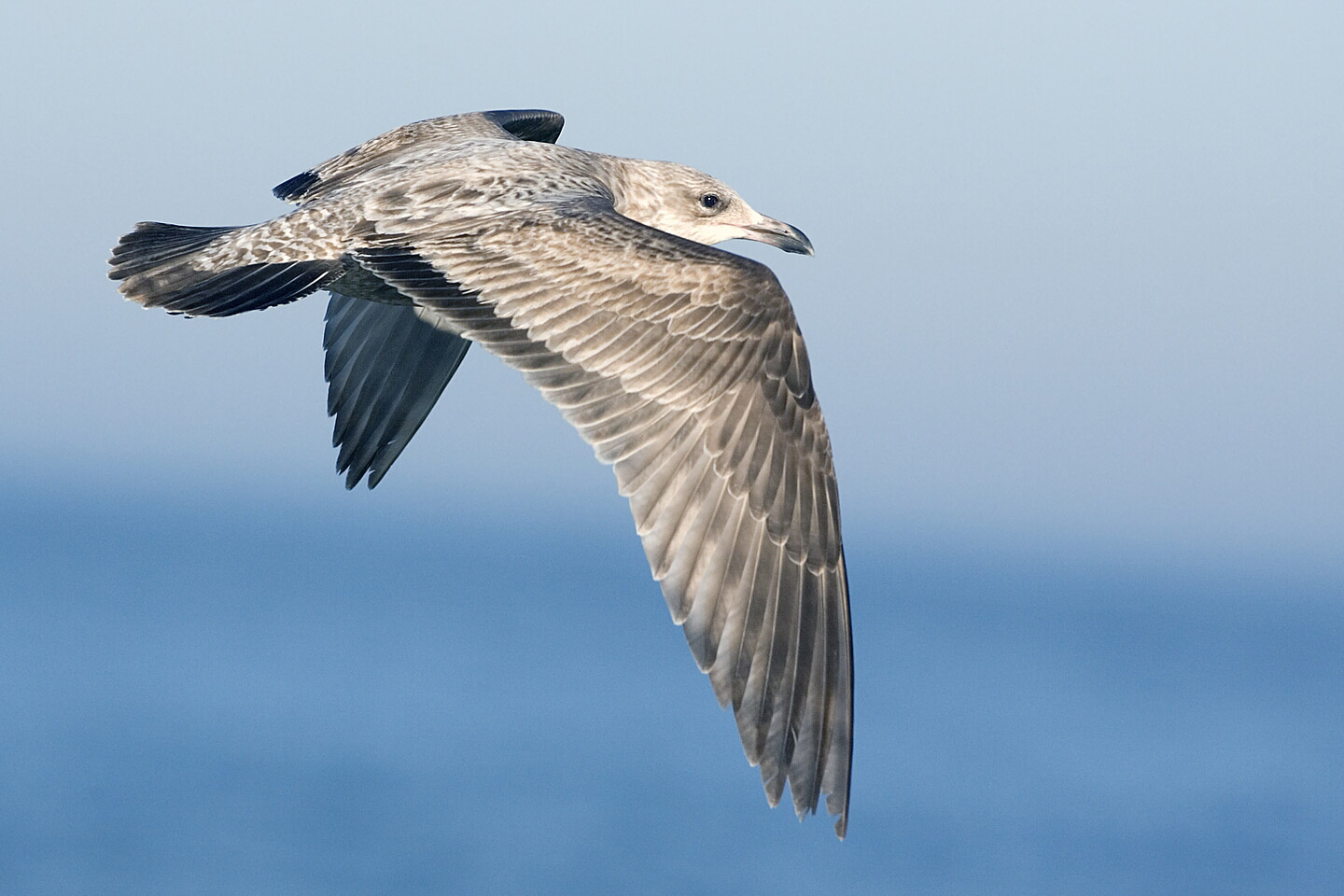
Espécimen joven en Texas.

A los pichones les toma cuatro años cambiar su plumaje por el adulto. Durante este tiempo, pasan por varias etapas en su plumaje y su apariencia puede variar mucho. Los más jóvenes, durante el invierno, suelen ser de color gris amarronado con cola oscura, ancas marrones con barras negras, plumas exteriores oscuras e interiores blancas, y ojos y pico negro, que por lo general se va aclarando con el correr de la estación. La cabeza suele ser más pálida que el cuerpo. Otros pichones más grandes pueden tener ojos y picos blancos con la punta negra, cabeza de tonos claros y plumas grises en la espalda. Por último, los pichones de mayor edad son parecidos a los adultos pero aún tienen partes negras en el pico y plumas marrones en el cuerpo y las alas, con una banda negra en la cola.

## Canto
Esta ave no tiene canto, pero sí produce chirridos y llamados. El "llamado largo" es una serie de notas que el ave produce cuando baja la cabeza y la va levantando poco a poco. También produce otro canto cuando el macho corteja a la hembra o pelea con otras aves por el territorio. Los pichones emiten quejidos agudos para obtener alimento por parte de uno de sus padres o cuando alguno de ellos se aleja de forma repentina. 

## Lectura complementaria

### Identificación
- Lonergan, Pat y Killian Mullarney (2004) Identification of American Herring Gull in a western European context Dutch Birding 26(1): 1-35